# Ермітів оператор
Обмежений лінійний оператор {\displaystyle A:H\to H} у комплексному гільбертовому просторі називається ермітовим, якщо для всіх {\displaystyle u,v\in H}  виконується тотожність
{\displaystyle (Au,v)=(u,Av)\,,}
що записується також як {\displaystyle A=A^{\dagger }.} Ермітові оператори відіграють важливу роль у квантовій механіці. У рівнянні Шредінгера вимірюваним фізичним величинам відповідають ермітові (насправді, самоспряжні) оператори у гільбертовому просторі векторів стану.

## Характеризації ермітових операторів
Наступні властивості обмеженного лінійного оператора {\displaystyle A} у комплексному гільбертовому просторі {\displaystyle H} виконуються тоді і тільки тоді, коли цей оператор — ермітовий.
- Матриця {\displaystyle A} відносно довільного ортогонального базису {\displaystyle H} є ермітовою.
- В {\displaystyle H} існує ортогональний базис, відносно якого матриця {\displaystyle A} є ермітовою.
- В {\displaystyle H} існує ортогональний базис, відносно якого матриця {\displaystyle A} є діагональною з дійсними елементами.
- В {\displaystyle H} існує ортогональний базис утворений з власних векторів оператора {\displaystyle A} з дійсними власними значеннями.